# Несвуйк
Несвуйк (фар. Nesvík, дат. Nesvig — мыс, бухта) — деревня, расположенная на острове Стреймой, одном из островов Фарерского архипелага. Находится в составе коммуны Сунда. По состоянию на 2022 год, в деревне проживает 0 человек.

## География
Несвуйк находится на восточном побережье Стреймоя к северу от моста Стреймин, связывающего Стреймой с Эстуроем.